# Івар Безкосний
Івар Рагнарсон на прізвисько Безкосний (794—873) — відомий данський вікінг. Син Рагнара Лодброка, король Дубліна. Отримав своє прізвисько за надзвичайну спритність, тобто рухався гнучко, ніби не мав кісток.

## Життєпис
Життя й діяльність Івара невідомі до моменту загибелі його батька. Тоді він разом з братами Уббою, Бйорном Залізнобоким, Гвітсерком та Сігурдом Змійооким восени 866 року висадилися у Східній Англії. Тут вони захопили коней і навесні наступного року попрямували на північ старою римською дорогою. Переправившись через річку Гамбер, Івар обложив Йорк.
Дізнавшись про ворогів, король Нортумбрії Елла поспішив до Йорка, аби його врятувати, але запізно. Під стінами міста відбулася битва між військами, в якій перемогу здобули нормани. Після цієї перемоги вікінги захопили всю Нортумбрію
Після Нортумбрії Івар на чолі вікінгів напав на інше англосаксонське королівство Мерсію. У 868 році вони підійшли до міста Ноттінгема. Наляканий король Мерсії підписав з Іваром мир, відповідно до умов якого віддав йому місто Ноттінгем та величезну суму грошей.
У 869-870 роках Івар захопив королівство Східна Англія, убивши її короля Едмунда.
Після цього Івар назавжди залишив острів, передавши завойовані землі братам. Опісля він захопив східну Ірландію, зробивши своєю резиденцією Дублін, ходив з походами до Шотландії. Титулував себе королем усіх скандинавів в Ірландії та Британії.

## У кіно
У серіалі Вікінги Івара грає актор Хег Андерсен (Alex Høgh Andersen).